# Edenderry, Antrim
Edenderry (iriska: Éadan Doire) är en liten ort i Antrim i Nordirland. 2001 hade Edenderry totalt 252 invånare. Edenderry ligger inom Belfasts stadsdistrikt. Edenderry ligger vid floden Lagan.